# Малые Нагорцы
Малые Нагорцы (укр. Малі Нагірці) — село в Новоярычевской поселковой общине Львовского района Львовской области Украины. Население по переписи 2001 года составляло 374 человека.
В селе возвышается храм Св. Архистратига Михаила ПЦУ, действует Народный дом и медицинское учреждение.
В село можно доехать маршрутным такси № 222 Львов-Якимов, из Львовской АС-2.

## История
Первое упоминание о Малых Нагорцах относится к XIV веку и датируется 1352 годом (в привилегии — ошибочно 1362) — села Горпин, Выров, Нагорцы во Львовской земли стали собственностью шляхтича Гжегожа (Григория) Тимшица (посмертно назван «Давыдовский»), который получил их по заслуги от короля Казимира ІІІ .
Очередное упоминание о селе датируется 1423 годом.
1 января 1925 из села Малые Нагорцы Каменка-Струмиливського уезда изъято поселок Лодына Новая.
Известно, что в 1926 году была образована горпинский приход, в нее вошли Малые Нагорцы, Лодына, Выров, Честыни, Новый став. Люди, которые были католического вероисповедания могли ходить в католический костел Опеки Пресвятой панны Марии в соседнем с.Горпин.
Во Второй польской республике (1918-1939) Село является сельской коммуной. С 1 августа 1934 года в рамках реформ село входит в состав гмины Желехив Большой, Каменка-Струмиливського уезда Тарнопольского воеводства Республики Польша.
1 апреля 1944 года возле села, неизвестный преступник, убил Степана Навроцкого (Украинский стигматик) и Иосифа Стернюка.
С 11 августа 1941 года село входит в состав Каменка-Струмиливського уездного староства (нем. Kreishauptmannschaft und Gemeindeverband Kamionka-Strumilowa «окружное староство и объединение гмин Каменка-Струмиловой») дистрикта Галичина Генеральной Губернии.
С сентября 1944 года до марта 1959 года село входит в состав Новомилятинского района Львовской области УССР.

## Репрессии оккупационных режимов и борьбаОУН-УПАна территории села
17 июня 1944 в селе немцы окружили дом, где находилась боевка Службы безопасности ОУН. В повстанцев не было найдено оружия, потому что они его спрятали. Повстанец «Хмара», у которого нашли оружие, был доставлен во Львов. По дороге «Хмара» сбежал из поезда. Шесть человек из Малых Нагорцев арестовали.
22 июня 1944 немцы окружили села Малые Нагорцы, Лодына и соседние села, забирали людей, которые работали при окопах, на работы в Германию.
11 декабря 1944 в селе Малые Нагорцы была проведена большевистская «акция», во время которой убили одного жителя, а его хозяйство ограбили.

## ЦерковьСвятого Архистратига МихаилаПЦУ
В селе расположена церковь Святого Архистратига Михаила, построенная в 1876 году. Мастер — Андрей Горонций.

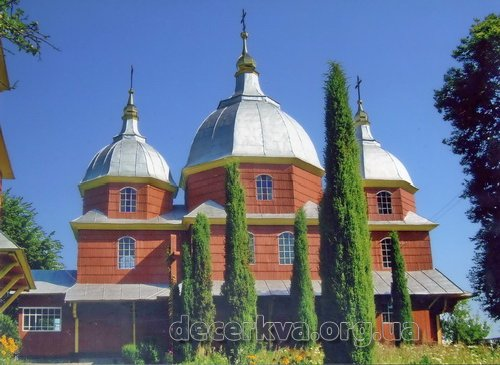
Церковь Святого Архистратига Михаила ПЦУ (1876.) Села Малые Нагорцы

Деревянная церковь стоит в центре села, на возвышении. Построена в 1876-1877 гг. На средства мецената Ладинского и добровольных пожертвований прихожан.
На входной двери надпись: «За пастырства иерей Петра Стефановича и старосты Стефана Дворянина мастер Андрей Горонций. Сей храм создался Года Божьего 1876 трудами и издержкамы Високоблагородних ктиторив Станислава и Эмилии Лодинских совместно с обществом Малых Нагорцев и Лодыны Новой».